# Три ветерана
«Три ветерана» (чеш. Tri veteráni) — фантастический художественный фильм-сказка 1984 года производства чехословацкой киностудии «Баррандов», созданный режиссёром Олдржихом Липским по сказке Яна Вериха.
Премьера фильма состоялась 1 июля 1984 г.

## Сюжет
Сказка о соблазнительной силе денег и власти. Три бывших солдата-ветерана Тридцатилетней войны, возвращаясь на родину, встречают трёх гномов, которые дают каждому из них по подарку: Панкрацу — волшебную шляпу, с помощью которой можно вызвать что-либо задуманное, кроме людей или денег. Бимбач получает арфу, с помощью которой можно вызвать любых людей, например, армию солдат для ведения войны или рабочих для строительства дворца. Серватиус получает кошелёк, который никогда не бывает пустым.
Три ветерана могут начать спокойную жизнь в достатке. Они пускаются в путешествие и попадают в сказочную страну, где правит жадные король и его дочь-принцесса, которые узнав об волшебных дарах, решают отобрать их у ветеранов. Пригласив ветеранов на пир, во время которого гости будут отравлены сонным зельем и теряют свои волшебные предметы. Только Панкрац смог сохранить свой подарок, так как успел уйти раньше и подлая принцесса не обратила на него внимание. Но в попытке получить арфу и кошелёк, он терпит неудачу и теряет свою волшебную шляпу.
Ветераны безуспешно пытаются вновь найти гномов, надеясь на их помощь. Находясь в лесу, они присели отдохнуть под дикой яблонькой и Серватиус съел упавшее яблоко. Тут же у него начинает расти огромный длинный нос. Его спутники бросаются ему на помощь и дают отведать ему грушу, которая также находится под стволом дерева. Нос Серватиуса возвращается к прежним размерам. Друзья решают с помощью волшебных плодов вернуть подарки гномов, что в итоге им удаётся.
В конце фильма ветераны решают, что волшебные предметы не могут служить одному человеку, а богатство и власть не всё в этом мире, чтобы жить счастливо.

## В ролях
- Рудольф Грушинский — Панкрац
- Петр Чепек — Бимбач
- Йозеф Сомр — Серватиус
- Вида Скальская — принцесса Босана
- Юлиус Сатинский — король Пикколо
- Зденек Сверак — министр информации Королевства Монте Альбо
- Милош Копецкий — гном
- Любомир Липский — гном
- Иржи Кафтан — гном
- Милан Ласица — сборщик налогов
- Иван Покорны — писарь
- Владимир Грубы — ветеран-нищий
- Ладислав Герендас — хозяин гостиницы
- Мирко Музиля — трактирщик

В 1985 году фильм номинировался на международную премию фантастических фильмов в категории «Лучший фильм».